# Università in Florida
Lista delle Università e College della Florida (USA):
- Barry University, Miami Shores (1940)
- Bethune-Cookman College, Daytona Beach (1904)
- Carlos Albizu University Miami campus
- Clearwater Christian College
- Eckerd College
- Edward Waters College
- Embry-Riddle Aeronautical University
- Flagler College
- Florida Agricultural and Mechanical University, Tallahassee (1887)
- Florida Atlantic University, Boca Raton (1961)
- Florida Christian College
- Florida College
- Florida Gulf Coast University
- Florida Hospital College of Health Sciences
- Florida Institute of Technology, Melbourne (1958)
- Florida International University, Miami (1965)
- Florida Memorial College, Miami (1892)
- Florida Metropolitan University
- Florida Presbyterian College, Saint Petersburg (1960)
- Florida Southern College, Lakeland (1885)
- Florida State University, Tallahassee (1857)
- Hobe Sound Bible College
- International College
- International Fine Arts College
- Jacksonville University, Jacksonville (1934)
- Jones College
- Lynn University
- New College of Florida, Sarasota (1960)
- Niscayne College, Miami (1962)
- Northwood University
- Nova Southeastern University
- Palm Beach Atlantic College
- Ringling School of Art and Design
- Rollins College, Winter Park (1885)
- St. John Vianney College Seminary
- Saint Leo University, St. Leo (1963)
- Saint Thomas University
- Seminary of St. Vincent de Paul, Boynton Beach (1960)
- South Florida Bible College and Theological Seminary
- Southeastern College of the Assemblies of God
- Stetson University, De Land (1883)
- Trinity College of Florida
- Troy State University Florida Region
- University of Central Florida
- University of Florida, Gainesville (1853)
- University of Miami, Coral Gables (1925)
- University of Sarasota
- University of South Florida, Tampa (1960)
- University of Tampa, Tampa (1931)
- University of West Florida
- Warner Southern College
- Webber College